# Pomadasys corvinaeformis
Pomadasys corvinaeformis är en fiskart som först beskrevs av Steindachner, 1868.  Pomadasys corvinaeformis ingår i släktet Pomadasys och familjen Haemulidae. Inga underarter finns listade i Catalogue of Life.